# Yacha
Yacha (kinesiska: 桠杈镇, 桠杈) är en köping i Kina. Den ligger i den autonoma regionen Guangxi, i den södra delen av landet, omkring 390 kilometer nordväst om regionhuvudstaden Nanning. Antalet invånare är 10239. Befolkningen består av 5 065 kvinnor och 5 174 män. Barn under 15 år utgör 26,0 %, vuxna 15-64 år 65 %, och äldre över 65 år 8,0 %.
Genomsnittlig årsnederbörd är 1 390 millimeter. Den regnigaste månaden är juni, med i genomsnitt 336 mm nederbörd, och den torraste är februari, med 15 mm nederbörd.